# X++
X++ — спеціалізована мова програмування, що призначена для роботи в середовищі ERP-системи Axapta. X++ — об'єктно-орієнтована мова зі значними бібліотеками підтримки та досить розвинутими мовними та комунікативними можливостями. Так програма на Х++ може використовувати код із зовнішніх dll (у тому числі Win API) та працювати з COM-об'єктами. IDE для програмування на Х++ має назву MorphX та містить у собі редактор коду, компілятор, дебагер та т. зв. IntelliMorph — візуальний редактор форм.